# Планинц, Альбин
Альбин Планинц (18 апреля 1944, Брише, Словения — 20 декабря 2008, Любляна) — словенский, ранее югославский, шахматист; гроссмейстер (1972). Чемпион Словении среди юношей (1962). Первый крупный успех — в 1969 на мемориале М. Видмара в Любляне — 1-е место (впереди С. Глигорича, В. Унцикера, Р. Бирна, А. Матановича, Ф. Георгиу и других).
Лучшие результаты в других соревнованиях: Чачак и Варна (1970) — 1-е; Скопье (1970/1971) — 2—3-е; Нови-Сад (1972) — 3—5-е; Амстердам (1973; ИБМ турнир) — 1—2-е (с Т. Петросяном); Сомбор (1970) — 4-е; Вршац (1975) — 6-е; Суботица (1975) — 4—5-е; Штип (1979) — 2—3-е места. В 1974 успешно выступил на 4-й доске в составе команды Югославии на 21-й Олимпиаде (+9 −1 =5).
Родился в семье рабочего класса в Брише вблизи Загорье, в Словении оккупированной Германией. 
В 1972 году ему был присвоен титул гроссмейстера, а затем он стал тренером по шахматам, когда напряжение, вызванное игрой в турнирах по шахматам, ухудшило его психическое здоровье (в те времена лекарства были относительно неэффективны). Планинц продолжал страдать от тяжелой депрессии на протяжении десятилетий, проведя последние годы своей жизни в психиатрической больнице в Любляне. В 1993 году его фамилия была по ошибке изменена на Планинец.

## Изменения рейтинга
| Графики недоступны из-за технических проблем. См. информацию на Фабрикаторе и на mediawiki.org. |